# Timmersdala landskommun
Timmersdala landskommun var en tidigare kommun i dåvarande Skaraborgs län.

## Administrativ historik
När 1862 års kommunalförordningar trädde i kraft inrättades i Sverige cirka 2 500 kommuner. Huvuddelen av dessa var landskommuner (baserade på den äldre sockenindelningen), vartill kom 89 städer och åtta köpingar. I Timmersdala socken i Vadsbo härad i Västergötland inrättades då denna kommun.
Vid kommunreformen 1952 bildade den storkommun genom sammanläggning med de tidigare landskommunerna Berg, Böja och Lerdala.
År 1971 upplöstes den och delarna överfördes till Skövde kommun.
Kommunkoden 1952-1970 var 1633.

### Kyrklig tillhörighet
I kyrkligt hänseende tillhörde kommunen Timmersdala församling. Den 1 januari 1952 tillkom församlingarna Berg, Böja och Lerdala. Sedan 2002 omfattar Bergs församling samma område som Timmersdala landskommun efter 1952.

## Geografi
Timmersdala landskommun omfattade den 1 januari 1952 en areal av 101,37 km², varav 95,15 km² land.

### Tätorter i kommunen 1960
I Timmersdala landskommun fanns tätorten Timmersdala, som hade 385 invånare den 1 november 1960. Tätortsgraden i kommunen var då 17,3 procent.

## Politik

### Mandatfördelning i valen 1946-1966
| 5 | 10 |

| 15 |

| 13 | 22 |

| 34 |

| 13 | 16 | 6 |

| 34 |

| 11 | 8 | 7 | 9 |

| 34 |

| 14 | 7 | 7 | 7 |

| 35 |

| 11 | 9 | 7 | 8 |

| 33 |